# Asia Euro United
Asia Euro United, là một câu lạc bộ bóng đá ở Kandal, Campuchia. Đội bóng đã chơi ở Giải vô địch quốc gia Campuchia, bộ phận hàng đầu của bóng đá Campuchia và nó đại diện cho Đại học Asia Euro.

## Đội hình hiện tại
| No. |          | Position | Player           |
| --- | -------- | -------- | ---------------- |
| 1   | Cambodia | GK       | Mean Kimhong     |
| 2   | Japan    |          | Tomohiro Masaki  |
| 5   | Cambodia | DF       | Yorm Vanna       |
| 7   | Cambodia | FW       | Mat Hosan        |
| 12  | Cambodia | GK       | Pich Rovinyothin |
| 15  | Cambodia | MF       | Meth Sopheaktra  |
| 17  | Cambodia | DF       | Pin Saren        |
| 18  | Cambodia | DF       | Chhim Sambo      |
| 23  | Cambodia | DF       | Chhim Bunsan     |
| 25  | Cambodia | DF       | Ny Vatanak       |
| 26  | Cambodia | DF       | Ros Ai           |

| No. |             | Position | Player                    |
| --- | ----------- | -------- | ------------------------- |
| 27  | Cambodia    | FW       | Yoeurn Sreymongkol        |
| 31  | Cambodia    | GK       | Kha Theara (Vice-captain) |
| 33  | Australia   | MF       | Joshua Jokic              |
| 44  | Japan       | FW       | Tsubasa Mitani            |
| 55  | Cambodia    | DF       | Keo Sarath                |
| 66  | Cambodia    | MF       | Phok Seyha                |
| 68  | Cambodia    | DF       | Ouk Sokban                |
| 70  | Cambodia    | MF       | Pring Chettra             |
| 71  | Cambodia    | MF       | San Chamrong              |
|     | Cambodia    | DF       | Lay Raksmey               |
|     | Cambodia    | MF       | Morn Kakada               |
|     | Cambodia    | FW       | Run Rany                  |
|     | Nigeria     | FW       | Ajayi Opeyemi Korede      |
|     | Ivory Coast | FW       | Abdel Kader Coulibali     |

## Thống kê đội hình
| No. | Pos. | Name                  | League | League | Hun Sen Cup | Hun Sen Cup | Total | Total |
| No. | Pos. | Name                  | Apps   | Goals  | Apps        | Goals       | Apps  | Goals |
| --- | ---- | --------------------- | ------ | ------ | ----------- | ----------- | ----- | ----- |
| 1   | GK   | Mean Kimhong          | 0      | 0      | 0           | 0           | 0     | 0     |
| 2   | DF   | Tomohiro Masaki       | 9      | 1      | 0           | 0           | 9     | 1     |
| 3   | DF   | Long Boran            | 9      | 0      | 0           | 0           | 9     | 0     |
| 4   | DF   | Pin Saren             | 1(1)   | 1      | 0           | 0           | 1(1)  | 1     |
| 5   | DF   | Keo Sarath            | 8      | 0      | 0           | 0           | 8     | 0     |
| 10  | FW   | Abdel Kader Coulibali | 8      | 4      | 0           | 0           | 8     | 4     |
| 11  | MF   | Morn Kakada           | 1      | 0      | 0           | 0           | 1     | 0     |
| 15  | DF   | Lay Raksmey           | 7      | 0      | 0           | 0           | 7     | 0     |
| 16  | DF   | Yorm Vanna            | 6(1)   | 0      | 0           | 0           | 6(1)  | 0     |
| 17  | MF   | San Chamrong          | 6      | 1      | 0           | 0           | 6     | 1     |
| 18  | MF   | Keo Rachna            | 2      | 0      | 0           | 0           | 2     | 0     |
| 20  | GK   | Pich Rovinyothin      | 9      | 0      | 0           | 0           | 9     | 0     |
| 21  | FW   | Chhim Sambo           | 4(3)   | 3      | 0           | 0           | 4(3)  | 3     |
| 23  | DF   | Chhim Bunsan          | 1      | 0      | 0           | 0           | 1     | 0     |
| 25  | DF   | Ny Vatanak            | 0      | 0      | 0           | 0           | 0     | 0     |
| 26  | DF   | Ros Ai                | 0      | 0      | 0           | 0           | 0     | 0     |
| 27  | DF   | Yoeurn Sreymongkol    | 0      | 0      | 0           | 0           | 0     | 0     |
| 31  | GK   | Kha Theara            | 0      | 0      | 0           | 0           | 0     | 0     |
| 33  | MF   | Joshua Jokic (C)      | 5(1)   | 1      | 0           | 0           | 5(1)  | 1     |
| 44  | FW   | Tsubasa Mitani        | 9      | 1      | 0           | 0           | 9     | 1     |
| 66  | MF   | Phok Seyha            | 0      | 0      | 0           | 0           | 0     | 0     |
| 68  | DF   | Ouk Sokban            | 2      | 0      | 0           | 0           | 2     | 0     |
| 70  | MF   | Pring Chettra         | 5(1)   | 0      | 0           | 0           | 5(1)  | 0     |
| 77  | FW   | Ajayi Opeyemi Korede  | 5      | 4      | 0           | 0           | 5     | 4     |
| 90  | FW   | Run Rany              | 2      | 0      | 0           | 0           | 2     | 0     |
| No  | MF   | Meth Sopheaktra       | 0      | 0      | 0           | 0           | 0     | 0     |

## liên kết ngoài
- Website chính thức
- Đường bóng đá
- Asia Euro United trên Facebook